# Westfield Group
Westfield Group — австралийский оператор торговых площадей. Является крупнейшим розничным оператором торговых площадей в мире по капитализации на фондовом рынке и занимает девятое место среди компаний, торгующихся на австралийской бирже ценных бумаг.
Многонациональная компания владеет и управляет 118 торговыми центрами в Австралии, США, Великобритании и Новой Зеландии.

## История
История компании Westfield Group началась в западном пригороде Сиднея. Первое отделение называлось «Westfield Place», и было открыто в июле 1959 года в Blacktown, Сидней. Компания начала торговаться на Австралийской фондовой бирже в 1960 и построила пять других центров в Новом Южном Уэльсе перед расширением в Виктории и Квинсленде в 1966-67 годах.
Распространение в США проходило медленно. Оно началось с приобретения Trumbull Shopping Centre в Коннектикуте в 1977, и продолжилось покупкой трех центров в Калифорнии, Мичигане и Коннектикуте в 1980 и трех центров в Калифорнии, Нью-Джерси и Лонг-Айленде в 1986 году. В 1994 Westfield объединилось с General Growth и Whitehall Real Estate чтобы приобрести 19 центров. Они образовали значительный по размерам холдинг на восточном побережье и в Калифорнии перед расширением на Средний Запад. В 2005 компания имела только 15 собственных центров в США.
В 1990 году Westfield начал большое расширение в Тасмании, Новая Зеландия, где по большей части покупались уже существующие центры компании Fletchers и производился их ребрендинг. Только в 2007 компания Westfield Albany открыла полностью новый торговый центр.